# Phalangopsis speluncae
Phalangopsis speluncae is een rechtvleugelig insect uit de familie krekels (Gryllidae). De wetenschappelijke naam van deze soort is voor het eerst geldig gepubliceerd in 1937 door Mello-Leitão.